# Полупелагианский спор
Полупелагианский спор — конфликт в раннем христианстве относительно вопросов о благодати, предопределении и свободе воли. Спор начался в 426 году и формально закончился в 529 году на Втором Оранжском соборе, осудившем полупелагианство.

## Ход спора
Представление о том, что Бог предопределил жизни всех людей, было характерно для большинства иудейских и христианских групп I века. 
В иудаизме избрание — это основная категория, обозначающая отношения между Яхве и народом Израиля, а идея предопределения в значительной степени связывалась с политической судьбой еврейского народа. У каждой из трёх основных иудейских сект, фарисеев, саддукеев и ессеев, была своя точка зрения по данному вопросу. 
На развитие христианского же учения о предопределении основополагающее влияние имели послания апостола Павла, прежде всего главы 9—11 его послания к Римлянам. Актуальность вопроса в тот период была связана с попыткой объяснить, каким образом богоизбранность народа Израиля сочетается с тем, что многие из них отказались признать Христа. Ряд мест из послания допускают толкование в духе возможности всеобщего спасения, однако в протестантском богословии нет единого мнения на этот счёт. Так, говоря о словах «весь Израиль спасётся» (Рим. 11:26), современный американский исследователь Нового Завета Дуглас Му обращает внимание, что апостол не говорит, что спасётся «каждый израильтянин». Аналогичным образом, англиканский богослов Николас Райт подчёркивает, что ни Павел, ни другие авторы Нового Завета не являются детерминистами, верящими в некий «слепой» план, делающий человеческую свободу фикцией. 
Кальвинист Карл Барт считает несомненным, что употреблённое в Рим. 8:28, Рим. 9:11, Еф. 1:11 понятие божественного изволения (др.-греч. πρόθεσις относится к божественному избранию к спасению, но не к не-избранию или отвержению, хотя они и предполагаются существующими наряду с этим избранием.
Учение греческих Отцов Церкви относительно предопределения и благодати в целом едино. Его основные черты, к которым относят защиту свободы воли, божественной справедливости, а также понимание христианской жизни как соучастие в божественном плане, сформировались в ходе борьбы раннехристианских апологетов против языческого фатализма и астрологии. Принципиальным противником детерминизма был Ориген (ум. ок. 254). Взгляды Оригена можно реконструировать лишь частично, поскольку его комментарии на Послание к Римлянам и значительная часть трактата «О началах» сохранились не полностью. Постулируя, что в самом Боге нет причины для разнообразия, Ориген приходит к выводу, что все разумные твари сотворены равными, и потому разнообразие проистекает из индивидуальных движений души. Соответственно этому, счастье или несчастье каждого не являются случайными, а божественный промысел — справедлив. Комментируя Рим. 11:26, Ориген заявляет, что очищение продлится многие века, но в итоге все люди будут спасены и придут к истине. Нет никаких причин, чтобы какое-либо из разумных существ было исключено из спасения. 
В IV веке оригинальное учение о свободе воли развил Григорий Нисский. Отталкиваясь от ветхозаветного принципа подобия человека Богу, Григорий построил свою антропологию на утверждении «царственности» «устроения человека». Главное, в чём человек подобен Богу, — свобода, ибо «если бы какая-либо необходимость возобладала над человеческою жизнью, то с этой стороны стал бы неверен образ, по этому несходству сделавшись далёким от Первообраза». Более того, обладание свободой воли для является Григория не просто одним из аспектов человеческой царственности, но именно той характеристикой, которая составляет суть богоподобия. Свободная воля хороша сама по себе, поскольку только её посредством можно достигать добродетели. Каким же образом душа избирает зло? Безусловно, Бог не может быть причиной зла, и Григорий, вслед за неоплатониками, связывает зло с небытием. Оно возникает в человеке посредством его свободной воли тогда, когда он отделяет себя от вечного совершенства. Причина склонения ко злу в том, что в силу своей изменчивости человек может меняться, и не обязательно в сторону добра. 
Помимо язычников, сторонниками учения о неизбежности зла были гностики, у которых детерминизм доходил до крайности, и Бог становился рабом необходимости. 
В период Реформации Альберт Пигиус упрекал Жана Кальвина в том, он не мог бы найти поддержки своим взглядам в богословии древней церкви; Кальвин такое положение дел объяснял отсутствием чёткой позиции по вопросу о свободе воли в трудах греческих Отцов.
К проблеме предопределения неоднократно обращался Аврелий Августин (ум. 430). Его учение о благодати имело определяющее значение для протестантской Реформации. В своих ранних трудах, опровергая Цицерона, Августин утверждал, что «Бог знает всё прежде, чем оно совершается, и мы делаем по доброй воле всё, что чувствуем и сознаём как своё добровольное действие». К теме предопределения Августин впервые обратился около 395 года, отвечая на вопросы епископа Симплициана Медиоланского, затруднявшегося интерпретировать известные ветхозаветные сюжеты: почему Господь ненавидел Исава, и как совместимо ожесточение сердца фараона со свободой воли? Своими ответами Августин заложил основу влиятельной на Западе богословской позиции, связавшей концепции предопределения и оправдания. 
Определяющее значение для дальнейшего развития доктрины имел спор Августина с британским монахом Пелагием. Переселившись около 400 года в Рим и будучи потрясённым царившим в столице империи развратом, Пелагий увидел причину нравственного падения христиан в насаждаемом церковью учении о первородном грехе. По его мнению, люди по своей природе склонны к добру, но неизбежно начинают грешить, если их учат об их природной греховности. Пелагий утверждал, что человек грешит и спасается по своей свободной воле, руководствуясь примером других людей. Для Пелагия и его сторонников отсюда логически следовало, что благодать не необходима ни для спасения, ни для искупления первородного греха. В ходе спора Пелагий согласился признать существование благодати во вторичных причинах — например, он относил к благодати свободную волю, откровение, моральный закон, пример Иисуса Христа и тому подобное. Августин, напротив, полагал, что после грехопадения воля человека находится всецело во власти греха, и для любого положительного изменения, в том числе спасения, требуется благодать. Согласно Августину, из всего человечества Бог избрал некоторых, которых предопределил к спасению и наделил благодатью, которой невозможно противостоять; причины избрания известны одному лишь Богу, не зависят от заслуг, а решение даровать спасение принимается Богом до начала времён. Предопределение обусловлено не предвидением заслуг избранных, а наоборот — их заслуги возможны благодаря предопределению. Предопределение и предвидение у Августина не разделимы, в том смысле, что одно не предшествует другому, но различимы, поскольку Бог совершает не всё из того, что ему известно. В его формулировке, предопределение святых это «предзнание и приготовление благодеяний Божьих, коими всенепременнейше освобождаются те, которые освобождаются». 
Пелагианство было осуждено на Карфагенском соборе 418 года. Тем не менее, учение Августина, устранявшее связь между поступками людей и их последующей участью вызывало возражения. Викентий Леринский (пер. пол. V века) и Иоанн Кассиан (ум. ок. 435) обратили внимание, что из концепции предопределения следовало, что Бог является источником зла, что нельзя называть Бога благим, если он предопределил кого-то к погибели, и что предопределение делает покаяние и праведную жизнь бесполезной. Согласно Кассиану, человек способен отвергать или принимать дурные помыслы, и потому сам несёт ответственность за свои мысли. Началом спасения является божественное призвание, когда Бог, заметив в человеке желание творить добро, усиливает это стремление и способствует его развитию. Позиция Кассиана также не была полностью принята церковью, и в дальнейшей полемике его точка зрения как поддерживалась (например, Фавстом Регийским, учившим, что участь человека зависит от его действий, а благодать оказывает содействующее действие на обращение к добру), так и полностью отвергалась (например, Фульгенцием Руспийским, придерживавшегося августиновского учения). На Арелатском соборе 475 года было осуждено учение Луцида, согласно которому Бог стремится спасти не всех людей, а только некоторых. Спор завершился на Оранжском соборе 529 года, утвердившем «умеренную» форму августинизма и оставившем вопрос о предопределении не прояснённым.
В Средние века полупелагианских взглядов придерживались Уильям Оккам, Габриэль Биль и, до 1515 года, Мартин Лютер